# Західне (Луганський район)
За́хідне — село в Україні, у Лутугинській міській територіальній громаді Луганського району Луганської області.
Населення становить 134 особи. Кількість дворів — 73.

## Пам'ятки
Поблизу села розташований загальнозоологічний заказник місцевого значення «Іллірійський».

## Історія
12 червня 2020 року, відповідно до Розпорядження Кабінету Міністрів України № 717-р «Про визначення адміністративних центрів та затвердження територій територіальних громад Луганської області», увійшло до складу Лутугинської міської громади.
19 липня 2020 року, в результаті адміністративно-територіальної реформи та ліквідації  Лутугинського району, увійшло до складу новоутвореного Луганського району.